# 663
663 (DCLXIII) je bilo navadno leto, ki se je po julijanskem koledarju začelo na nedeljo.

## Dogodki
- Obri vdrejo v Furlanijo.